# ماهیچه دستی کوتاه بازکننده انگشتان
ماهیچهٔ دستی کوتاه بازکننده انگشتان (انگلیسی: Extensor digitorum brevis manus muscle) یک ماهیچه اضافه در پشت دست است. این ماهیچه اضافه اولین بار توسط آلبینوس در سال ۱۷۵۸ توصیف شد. این ماهیچه در بخش چهارم بازکننده مچ قرار دارد و وجود آن نسبتاً نادر است.
بر اساس یک بررسی کلی، شیوع آن ۴ درصد در جمعیت عمومی است. این ماهیچه معمولاً به اشتباه به‌عنوان کیسه گانگلیون، گره زلاله‌ای (ندول سینوویال) یا کیست  تشخیص داده می‌شود.